# Supercrambus
Supercrambus là một chi bướm đêm thuộc họ Crambidae.